# Armstrong Holdings
Pour les articles homonymes, voir Armstrong.
Armstrong Holdings est fondée en 1860 et établie à Lancaster, Pennsylvanie.
Armstrong possède 47 usines dans 12 pays, et environ 15 200 employés.

## Histoire
En février 2015, Armstrong World annonce la scission de ses activités de planchers.

## Unités d'affaires
La Société possède plusieurs unités d'affaires leader mondiale :
- Produits de planchers Armstrong
- Produits de construction Armstrong
- Produits d’armoires Armstrong

## Principales filiales
- Armstrong Wood Products
- Planchers de bois franc Bruce LLC
- Compagnie de planchers Hartco
- Planchers de bois franc Robbins
- Armstrong DWL AG
- Tapijtfabrick H. Dessaux N.V. (Desso)
- Gema Holding AG

En France :
- Armstrong possède une usine produisant des dalles de plafond à Pontarlier, Doubs.